# Вакаров Дмитро Онуфрійович
Вакаров Дмитро Онуфрійович (літературні псевдоніми: Діма, Явір; 3 листопада 1920, Іза — 7 березня 1945, Нацвайлер) — поет українського походження, який писав російською мовою та мав русофільські погляди.

## Життєпис
Народився 3 листопада 1920 року в селі Ізі (тепер Хустського району Закарпатської області) в селянській родині. У 1933—1936 та 1939—1941 роках навчався у Хустській, а в 1936—1939 роках у Празькій гімназіях.
Перший вірш «Маріанна» опубліковано в ужгородській газеті «Русская правда» 23 лютого 1940 року. Писав російською мовою. 
У 1941—1944 роках вивчав російську словесність на філологічному факультеті Будапештського університету, аби не потрапити на службу в угорську армію.
Брав участь у діяльності антинацистського підпілля: у березні 1944 року його заарештували за зв'язок з ним і кинуто до в'язниці. Значну частину його рукописів конфісковано.
У квітні 1944 року був засуджений на довічну каторгу, а в листопаді 1944 року перевезений до Німеччини. Був в'язнем концтабору Дахау, потім Нацвайлера, де 7 березня 1945 року і загинув після жорстокого побиття табірними наглядачами. Похований на цвинтарі Честі у Шемберзі (Німеччина).
Дмитро Вакаров нагороджений медаллю «За бойові заслуги» і посмертно прийнятий до Спілки письменників СРСР. Після Другої світової війни було виявлено та зібрано його літературну спадщину.

## Творчість
У поезіях Дмитро Вакаров оспівував красу рідного краю, свідчив про тяжку долю його мешканців, закликав до боротьби проти нацистських окупантів. У доробку поета є також нариси, оповідання, фейлетони.
Низка його віршів мали суттєве русофільське забарвлення.
Своє рідне село у вірші "ИЗА" він описав як "Иза русская, православная".
Також є вірш його авторства з текстом:
"Россия, мать родная, на бой зовет сынов".
Перша збірка поезій — «Избранные стихи» (Ужгород, 1955). Найповніше видання творів — «Сочинения» (Ужгород, 1986).

## Пам'ять
В Ізі та Хусті встановлено пам'ятники поету-русофілу.
Його іменем названо кілька вулиць на Закарпатті. Більшість його іменних вулиць було перейменовано у 2022-2024 роках.
У 1966 році Закарпатський обком ЛКСМУ заснував премію імені Дмитра Вакарова. В рідному селі поета відкрито його музей.
Вулиці Вакарова:
- с. Майдан

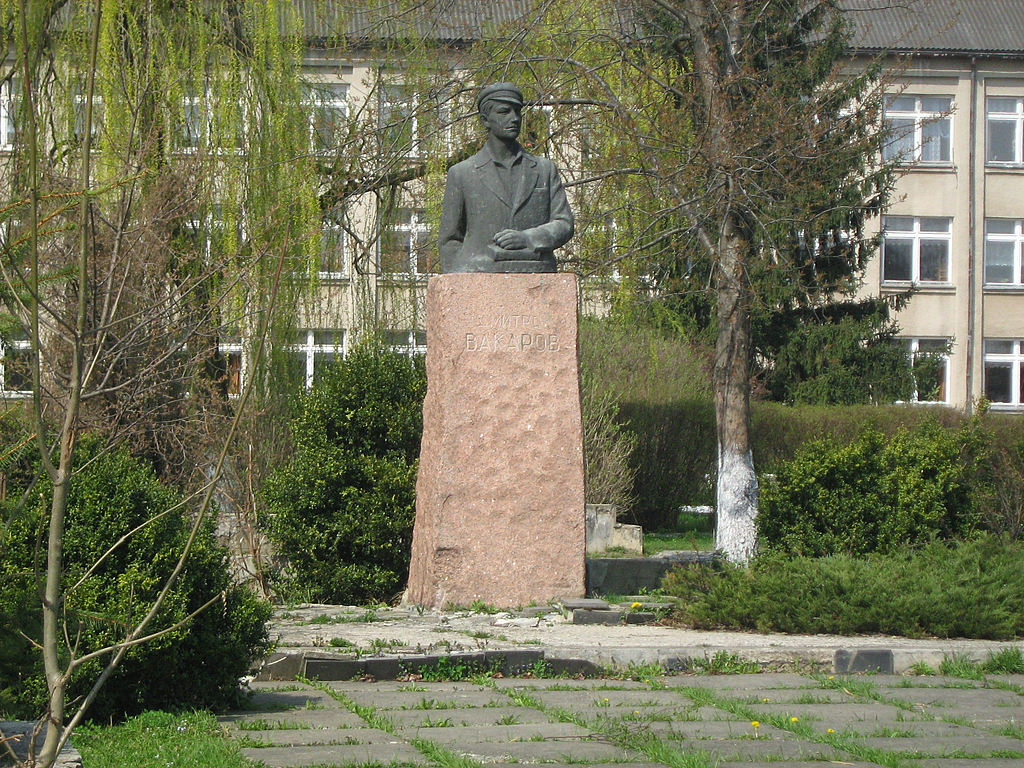
Пам'ятник в Ізі
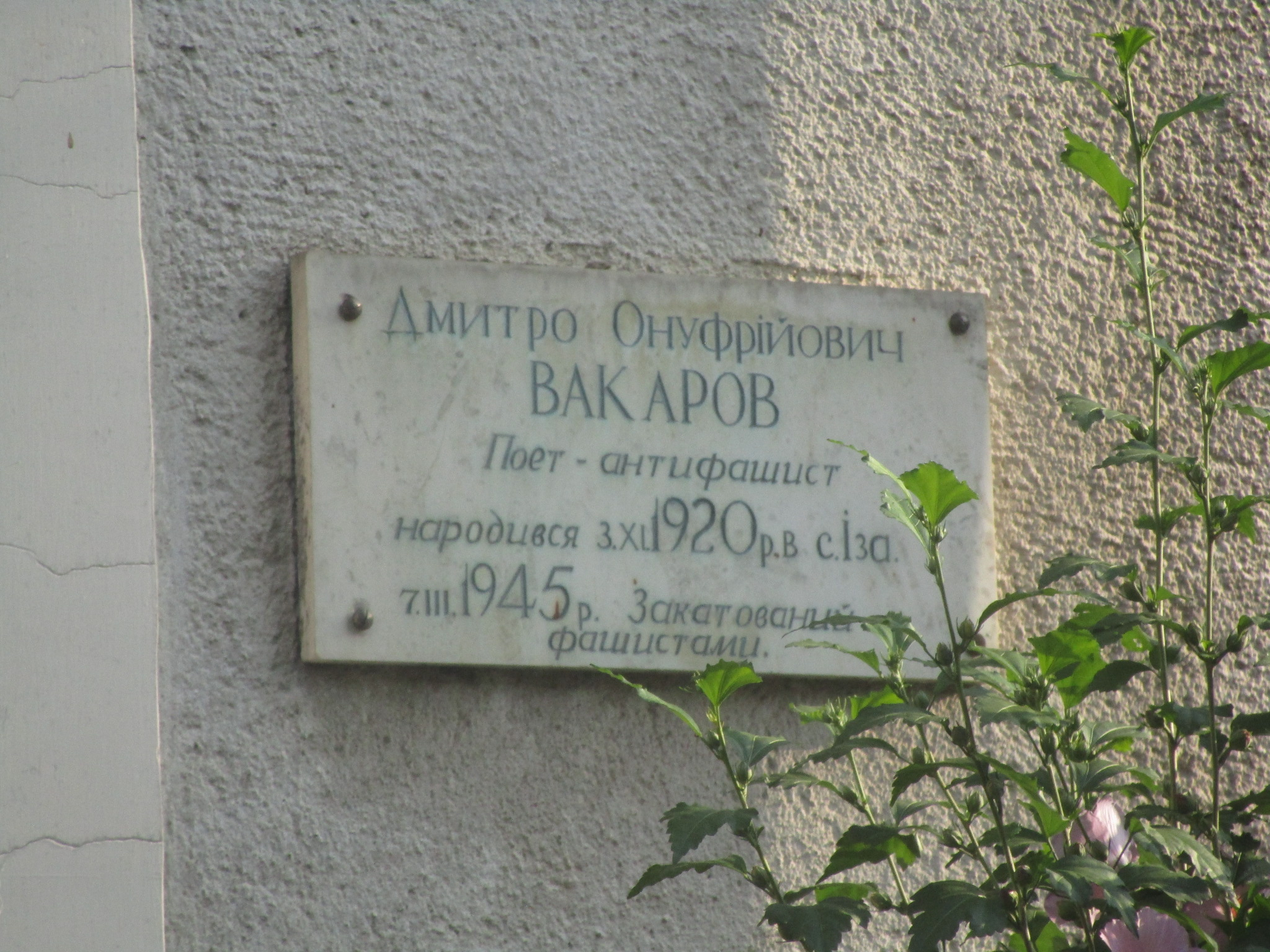
Табличка на будівлі в Чеському кварталі, Хуст

## Родичі
Онук — російський пропагандист Василь Вакаров.